# Ficus benghalensis

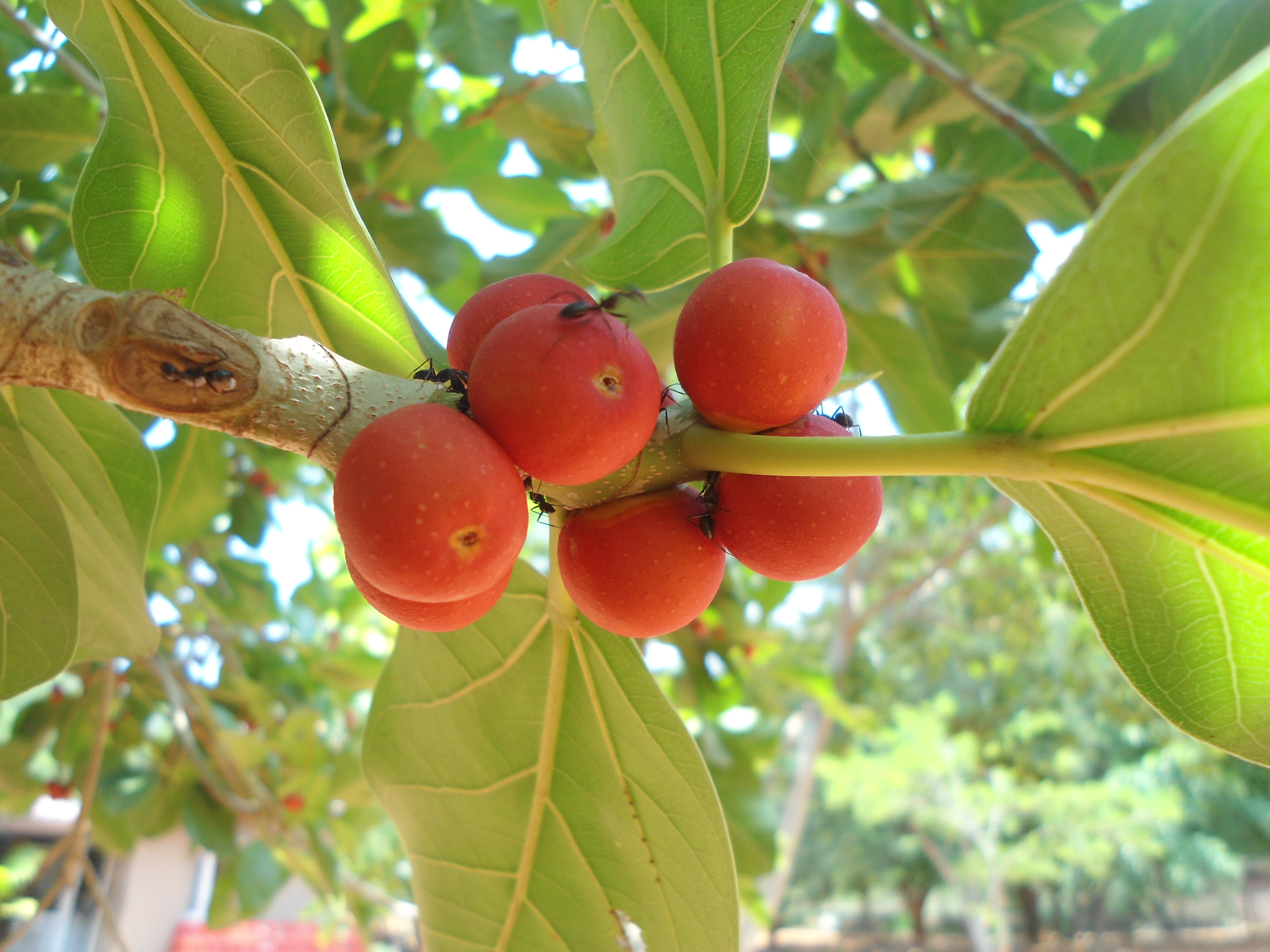
Fruto de baniano en Visakhapatnam.

El baniano (Ficus benghalensis), nombre común que comparte con otras especies del género Ficus, es un árbol endémico de Bangladés, India y Sri Lanka.

## Descripción
Puede crecer hasta convertirse en un árbol gigante que se extiende por varias hectáreas. Ficus benghalensis produce raíces aéreas en las ramas que crecen hacia abajo como si fueran lianas. Una vez que estas raíces llegan al suelo, arraigan y se vuelven leñosas y de soporte, se vuelven raíces fúlcreas.
Recibe otros nombres más sugerentes, por ejemplo higuera de Bengala, higuerote o higuera estranguladora. Lo de higuera se debe a que ésta también es de la familia de los higos y lo de estranguladora a que empieza siendo epífito, es decir, apoyándose en otro árbol al que termina asfixiando. De este hecho procede también otro nombre de muchas especies de Ficus con el que se conoce en Venezuela y en otros países americanos: el de matapalo.

## Ecología

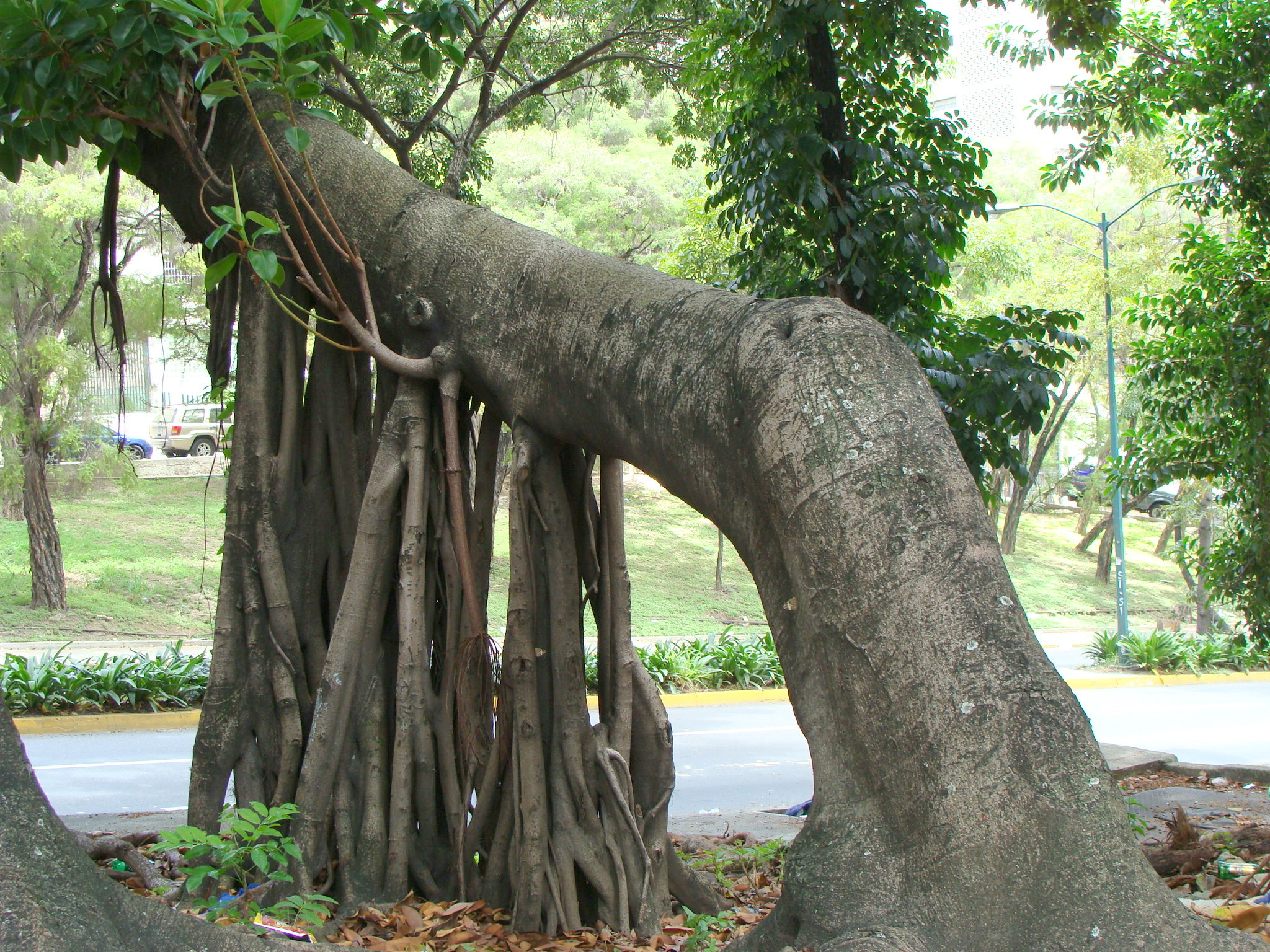
Raíces convertidas en raíces fúlcreas en un baniano (Ficus benghaliensis) que le permiten desplazarse desde su lugar de nacimiento hacia donde hay mayor provisión de luz solar. Caracas, Venezuela.

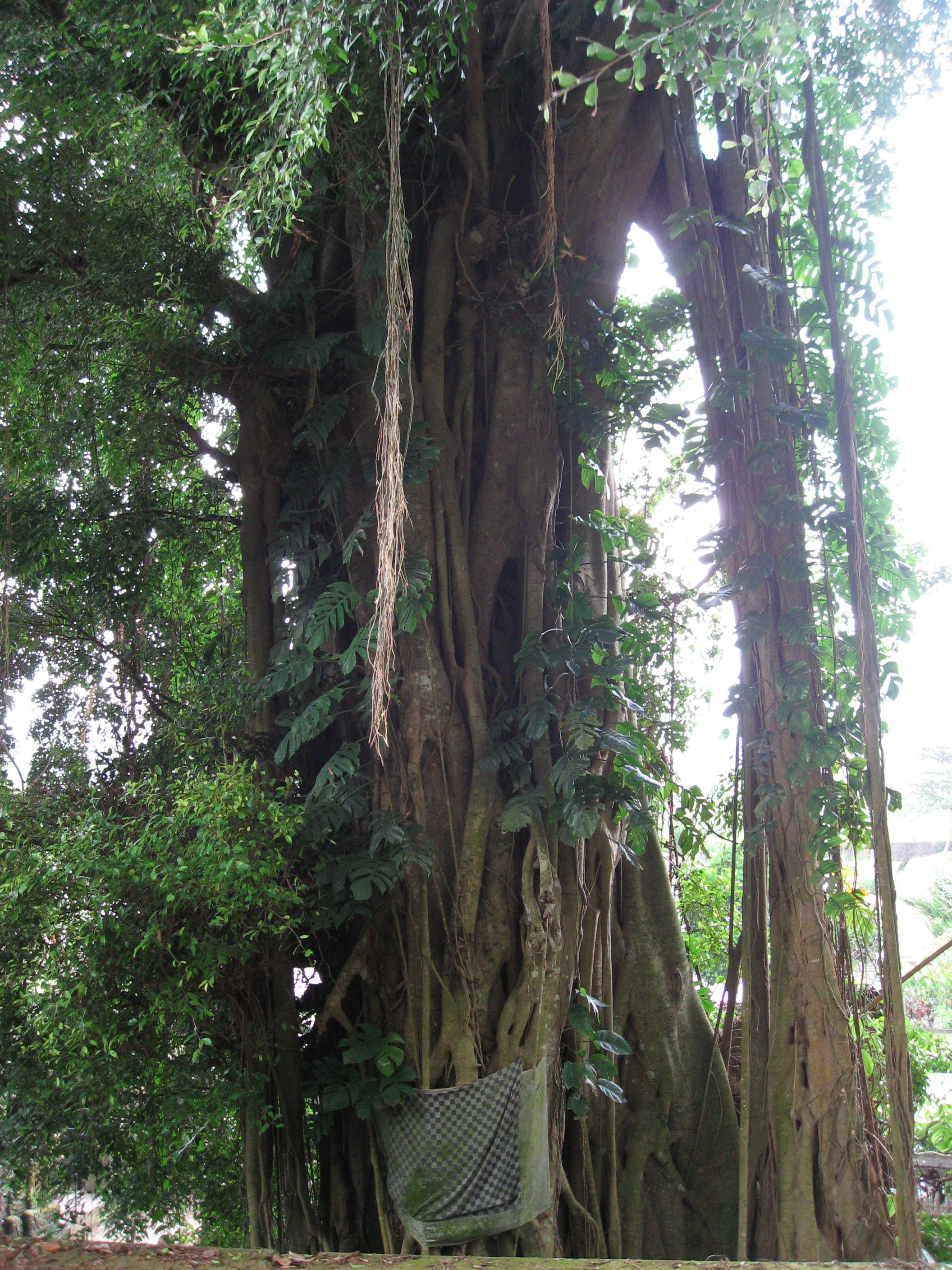
Tronco

Esta planta es original de la India y de Ceylán (Sri Lanka). Los banianos, al igual que las distintas especies de matapalos, se reproducen fácilmente por semilla o por estaca, y a menudo se van extendiendo desde el lugar original mediante raíces aéreas que anclan en el suelo y comienzan a crecer y engrosarse hasta el punto de que se "independizan" del tronco original, logrando así "emigrar" a veces a grandes distancias, tal como se ve en la imagen tomada en Caracas. En dicha imagen puede verse como el tronco original de un baniano se inclina hacia la calle (Avenida La Salle en Caracas) desarrollando numerosas raíces que pueden soldarse y convertirse en troncos que sirven de sostén, con lo que pueden alcanzar cierta distancia hasta llegar a un lugar donde existe un mayor grado de insolación, en este caso, la propia avenida, lejos de los edificios que hay a ambos lados de la misma. Se trata de una simple adaptación a unas condiciones ecológicas muy complejas.
Es polinizado por avispas de los higos de los géneros Pegoscapus o Pleistodontes.
Las semillas de los banianos pueden caer y crecer cerca de un árbol, a veces del propio árbol de donde proceden las mismas, y también suelen fructificar en alguna oquedad de un tronco o de una pared o roca. Poco a poco empiezan a crecer ya que tienen gran capacidad de apoyarse como epífitas en cualquier objeto que les sirva para ascender en busca de los rayos solares. En condiciones normales, el árbol crece hasta que alcanza un nivel donde consigue la mayor cantidad de luz solar, por lo cual su altura puede variar considerablemente. Por ello, donde este árbol predomina en un lugar, más que crecer en altura se van extendiendo en superficie, buscando los claros que quedan sin vegetación. Por lo general, la copa de este árbol se extiende sobre un diámetro bastante superior a su altura.

## Origen del nombre común
Muchos pueblos de Asia hacen vida social debajo de los banianos, pues les protege de los rayos del Sol. A través de sus raíces y ramas la gente pasea, construye templos, y pone mercadillos. De hecho, el nombre de baniano viene de los mercadillos. Los mercaderes ambulantes recibían el nombre de banianos. Como era habitual que pusieran sus tenderetes bajo estos árboles, se llegó a identificar el nombre de los árboles con el de los vendedores ambulantes.

En inglés se le llama Banyan.

## Usos
Budistas e hindúes lo consideran un árbol sagrado. 
Se dice que Buda alcanzó la iluminación sentado bajo un baniano.
De sus frutos se han obtenido medicinas contra la lepra y la diabetes [cita requerida]. El sabor del fruto no es muy atractivo para los humanos, pero hay monos a los que les encanta [cita requerida]. Lo mismo ocurre con murciélagos y ciertas aves. Los elefantes comen sus hojas con deleite.

## Especímenes famosos

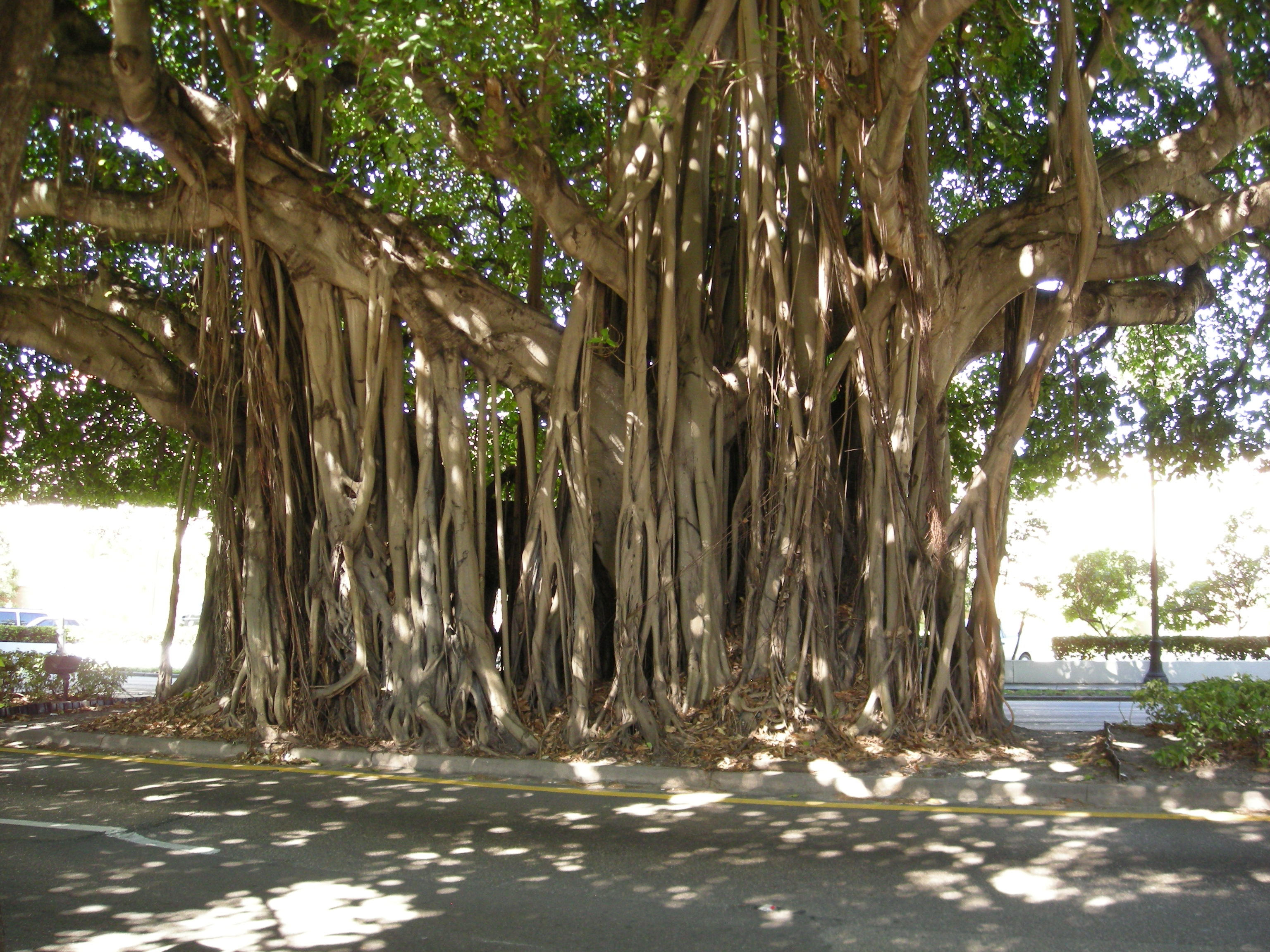
Un árbol Ficus benghalensis en Coral Gables, FL.

El baniano más famoso es el del Jardín Botánico de Calcuta. Tiene más de 230 años de edad y ocupa una superficie de 12 000 metros cuadrados; más o menos un círculo con un diámetro de 120 m. La circunferencia del tronco principal es de más de doce metros. 
A pesar de esa fama, el libro Guinness de Récords nos dice que el más grande también está en un ciudad india, en la ciudad de Kadiri. El árbol en cuestión se llama Thimmamma Marrimanu. 
Thimmamma, según los lugareños, es el nombre de una mujer que salvó a su marido con su devoción. Una leyenda local dice que si una pareja sin hijos reza a Thimmamma bajo el árbol, al año siguiente tendrá un hijo.
En España hay buenos ejemplares de baniano, especialmente en la isla de Tenerife y en Valencia, aunque nada comparable a los de Calcuta o Kadiri.
El centro geográfico de la ciudad de Auroville lo marca un baniano, junto al que se edificó el Matrimandir.

## Taxonomía
Ficus benghalensis fue descrita por Carlos Linneo y publicado en Species Plantarum 2: 1059–1060. 1753.
Etimología
Ficus: nombre genérico que se deriva del nombre dado en latín al higo.
benghalensis: epíteto geográfico que alude a su localización en Bengala.
Sinonimia
- Ficus banyana Oken

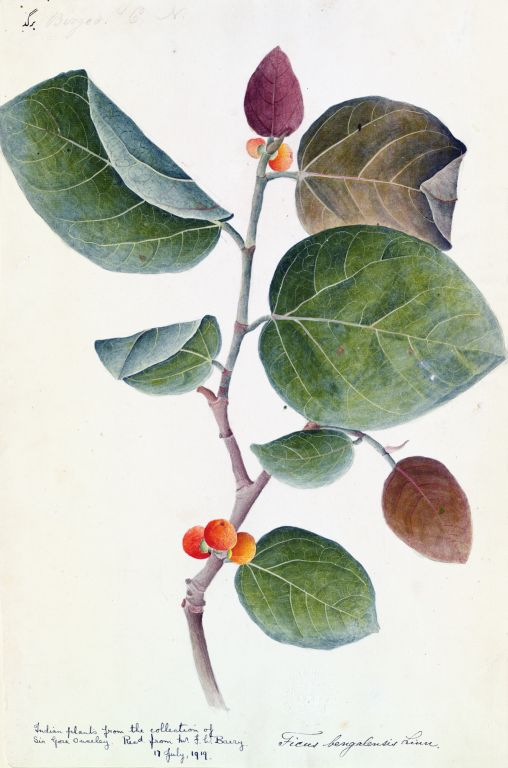
Ilustración

- Ficus benghalensis var. krishnae (C.DC.) Corner
- Ficus chauvieri G.Nicholson
- Ficus cotoneifolia Vahl
- Ficus cotonifolia Stokes
- Ficus crassinervia Kunth & C.D.Bouché
- Ficus karet Baill.
- Ficus krishnae C.DC.
- Ficus lancifolia Moench
- Ficus lasiophylla Link
- Ficus procera Salisb.
- Ficus pubescens B.Heyne ex Roth
- Ficus umbrosa Salisb.
- Perula benghalensis Raf.
- Urostigma benghalense (L.) Gasp.
- Urostigma crassirameum Miq.
- Urostigma procerum Miq.
- Urostigma pseudorubrum Miq.
- Urostigma rubescens Miq.
- Urostigma sundaicum Miq.
- Urostigma tjiela Miq.[4]